# Paeonia suffruticosa 'Feng Dan Bai'
Paeonia suffruticosa 'Feng Dan Bai' (‘Bai He Zhan Chi’, кит. трад. 白鶴展翅, упр. 白鹤展翅, пиньинь báihè zhǎnchì) (кит. трад. 鳳丹白, упр. 凤丹白, пиньинь fèng dān bái, англ. White Phoenix) — сорт древовидного пиона Paeonia suffruticosa.
Сорт относится группе сортов южной Янцзы (Kultivargruppe: Southern-Yangtse). Происходит из южных районов Китая, для которых характерна влажная и тёплая зима.
Некоторые ботаники считают, что Paeonia suffruticosa является не видом, а обширной группой различных сортов.
В последнее время некоторые авторы относят этот сорт не к Paeonia suffruticosa, а к Paeonia ostii.
Также предполагают гибридное происхождение этого сорта.
'Feng Dan Bai' — один из самых распространённых сортов древовидных пионов.

## Биологическое описание
Многолетний листопадный кустарник.
Куст высокий, стройный, высота 90—180 см.
Цветки диаметром до 18 см, белые, иногда с розовыми жилками, одиночные, хорошо открытые, аромат густой, приятный.
Ветви толстые, жёсткие, цветки направлены вверх.

## В культуре
Раннецветущий.
Требования к pH почвы: от нейтральной до кислой.
Переносит зимние понижения температуры до −34,4° C.
В Китае 'Feng Dan Bai' является объектом промышленного разведения.
В России является объектом любительского цветоводства.
Условия культивирования см: Древовидные пионы.